# بو (سگ)

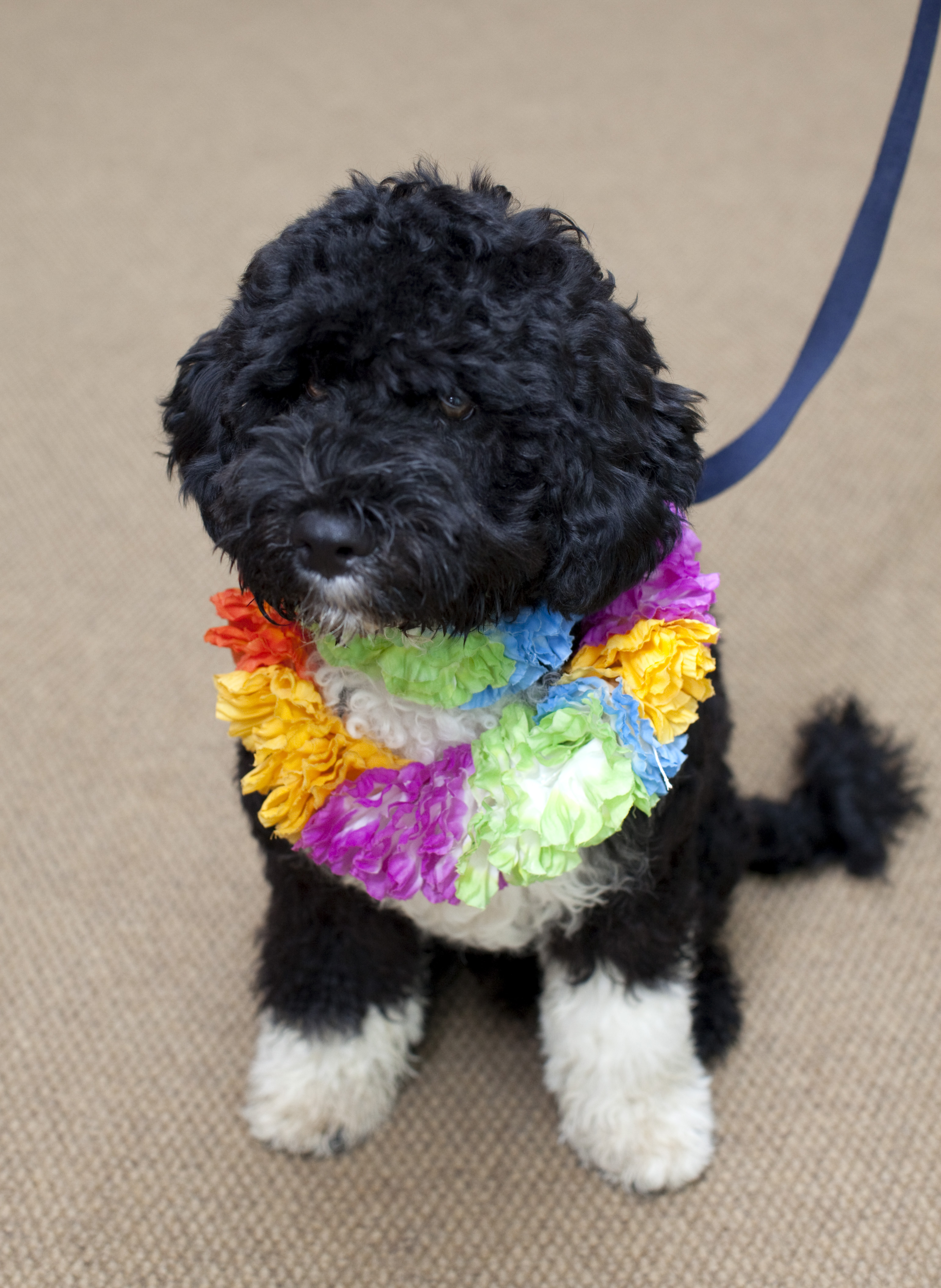
عکس از وبلاگ کاخ سفید

بو (به انگلیسی: Bo) (زاده ۹ اکتبر ۲۰۰۸ – درگذشته ۸ مه ۲۰۲۱)، نام سگ خانوادگی رئیس‌جمهور پیشین ایالات متحده آمریکا، باراک اوباما بود.
این سگ به نژاد پورتی (سگ شناگر پرتغالی) تعلق داشت.
سانی که گفته می‌شود خواهر کوچک‌تر بو است، در سال ۲۰۱۳ به جمع خانواده اوباما اضافه شد. پلیس آمریکا در سال ۲۰۱۶ اعلام کرد مردی که قصد ربودن «بو» را داشت،  دستگیر کرده‌است.